# Sateré Mawé
I Satere (o anche Sateré-Mawé pappagallo parlante nella loro lingua del gruppo tupi) sono un gruppo etnico del Brasile che ha una popolazione stimata in circa 10.000 individui. Parlano la lingua Satere-mawe (codice ISO 639: MAV) ed erano principalmente di fede animista, adesso la maggior parte sono cristiani (cattolici, battisti, avventisti e di altre chiese evangeliche).
Vivono negli stati brasiliani di Pará, Amazonas, lungo i fiumi Andirá (municipio di Barreirinha) e lungo il fiume Marau municipio di Maués. Ci sono gruppi consistenti anche nel Municipio di Manaus e Nova Olinda; sono noti anche come Maué, Mawé, Mabue, Maragua, Sataré, Andira, Arapium. Molti Satere parlano anche il portoghese.
Sono famosi per l'uso della bevanda sacra tratta dal guaranà, bevanda stimolante ed energetica.
Sono noti anche per l'utilizzo delle punture di Paraponera clavata per i loro riti d'iniziazione.